# Perturbamento
Perturbamento è il terzo romanzo (dopo Gelo del 1963 e Amras del 1964) di Thomas Bernhard. Pubblicato in Germania nel 1967, è considerato da Claudio Magris il suo capolavoro.

## Trama
Un giovane studente di medicina accompagna il padre medico condotto durante le visite ai propri pazienti in una valle austriaca fra le montagne della Stiria. I malati, tutti in condizioni d'estrema precarietà psicofisica, si susseguono dal fondo valle fino alla cima di questa, dove il romanzo termina — con la peculiare tecnica narrativa di Bernhard del Bericht (resoconto) — in un lungo monologo d'ispirazione filosofica condotto da Saurau, un principe ormai anziano e in decadenza affetto da paranoia.

## Edizioni
- Thomas Bernhard, Perturbamento, traduzione di Eugenio Bernardi, collana Gli Adelphi, Adelphi, 1981,  p. 221, ISBN 978-88-459-1174-3.